# Rio Mundaú (periodiskt vattendrag)
Rio Mundaú är ett periodiskt vattendrag i Brasilien.   Det ligger i delstaten Ceará, i den östra delen av landet, 1 700 km nordost om huvudstaden Brasília.
Omgivningen kring Rio Mundaú är huvudsakligen savann. Området är ganska tätbefolkat, med 60 invånare per kvadratkilometer.